# Родити, Эдуард
Эдуард Родити (фр. Edouard Roditi, 6 июня 1910, Париж — 10 мая 1992, Кадис, в других источниках неточно — Париж) — американский писатель-модернист, художественный критик, переводчик. Писал на английском и французском языках. Псевдонимы — Ниссим Бернар, Жаклин Б. де Розье и др.

## Биография
Отец — итальянский еврей, потомок сефардов, родившийся в Стамбуле, занимался торговлей, имел фирму в Великобритании. Мать родилась во Франции, выросла в Великобритании. Накануне рождения Эдуарда оба стали американскими гражданами, хотя никогда не жили в Америке. Эдуард учился во Франции, Великобритании (в том числе, в Оксфорде), Германии, США, с первых школьных лет отличался необыкновенной способностью к языкам, в 10 лет переводив стихи Грея и Байрона на латынь и греческий. Школьником познакомился с Элиотом, дружил и переписывался с ним до самой смерти поэта, печатался в его журнале The Criterion. В 1928 открыл для себя сюрреалистов, вошел в их круг, сблизился с Андре Бретоном, Робером Десносом, Рене Кревелем. В 1929 познакомился с Гертрудой Стайн, Павлом Челищевым, Сильвией Бич, стал бывать в её книжной лавке. В 1932 встретился в Лондоне с Полом Боулзом, с которым уже несколько лет поддерживал переписку. С 1937 жил в США, учился в Чикагском и Калифорнийском университетах. В годы войны работал на радиостанции Голос Америки, где в это же время трудились Клод Леви-Стросс, Клаус Манн, Юл Бриннер, Жюльен Грин, Андре Моруа. В 1946 вернулся в Европу вместе с войсками союзников, был переводчиком на Нюрнбергском процессе. В 1950-х стал объектом преследований со стороны маккартистов, не мог найти работу в США. С 1954 снова жил в Париже, работал переводчиком для ЮНЕСКО. В 1960-х-1970-х был приглашенным профессором в ряде университетов США.
Скончался в доме друга в Кадисе от последствий автокатастрофы, в которую он попал, отдыхая в Испании. Мемуары, работу над которыми оборвала смерть писателя, до сих пор не опубликованы.
Архив Эдуарда Родити хранится в библиотеке Калифорнийского университета.

## Творчество
Родити принадлежат несколько книг стихотворений и поэм, сборников новелл, фрагментарной и афористчиеской прозы, биография Магеллана, книга об Оскаре Уйальде, многочисленные беседы с крупнейшими художниками европейского модернизма, изданные на немецком, английском и французском языках. Он переводил на английский стихи и прозу с французского, немецкого, испанского, португальского, итальянского, румынского, датского, греческого, турецкого и др.(Камоэнс, Пессоа, Алешандре О’Нейл, Луис Бунюэль, Гюстав Кан, Бретон, Леон-Поль Фарг, Макс Жакоб, Рене Шар, Рене Кревель, Ален Боске, Бенжамен Фондан, Оскар Венцеслав де Любич-Милош, Андре Шедид, Тахар Бен Желлун, Пьер Гийота, Альма Кёниг, Пауль Целан, Генрих Бёлль, Ханс Магнус Энценсбергер, Брейтен Брейтенбах, Витторио Серени, Тудор Аргези, Михай Бенюк, Макс Блехер, Юнус Эмре, Орхан Вели, Яшар Кемаль и др.), также с английского на французский (Джерард Мэнли Хопкинс, Хорас Уолпол, Уитмен, Рональд Фербенк, барон Корво, Стивен Спендер). Его стихи и другие оригинальные тексты, чаще всего выходившие маленькими тиражами в небольших издательствах, разрозненные по периодике нескольких стран, до сих пор не собраны. В целом он — автор около 2000 публикаций.
Музыку на его стихи писал Нед Рорем.

## Области интересов и творческие связи
Родити называл себя «фараоном эклектизма». Фактически не было таких эпох и культур, которых в своем писательстве он бы так или иначе не затронул. Наиболее значимыми при этом оставались Дальний, но особенно Ближний Восток, еврейство в его прошлом и настоящем, европейский и американский высокий модернизм, культура Восточной Европы и России. Среди многих других персоналий Родити писал о Леоне Еврее, Беште, Данте, Рембрандте, Генри Воэне, Роберте Бертоне, Морисе Сэве, Торквато Тассо, Джейн Остин, Хорасе Уолполе, Шарле Бодлере, Пьере Ласенере, Эжене Делакруа, Барбе д’Оревильи, Шарле Кро, Альфонсе Раббе, Рембо, Анатоле Франсе, Марселе Прусте, Андре Жиде, Чоране, Валери Ларбо, Сен-Жон Персе, Жюльене Граке, Альбере Мемми, Джерарде Мэнли Хопкинсе, Филипе Френо, Амброзе Бирсе, Германе Мелвилле, Оливере Уэнделле Холмсе, Генри Джеймсе, Харте Крейне, Артуре Миллере, А. Башевис-Зингере, Константине Кавафисе, Фернандо Пессоа, Германе Брохе, Герварте Вальдене, Роберте Музиле, Кафке, Элиас Канетти, Альфреде Кубине, Бертольте Брехте, Клаусе Манне, Альме Кениг, Манесе Шпербере, Артуре Кёстлере, Никосе Казандзакисе, Назыме Хикмете, Недиме Гюрселе, Исмаиле Кадаре, Бенедетто Кроче, Итало Звево, Альберто Моравиа, Примо Леви, Джойсе, Т. С. Элиоте, Эзре Паунде, Айви Комптон-Бёрнетт, Генри Миллере, Олдосе Хаксли, Э. М. Форстере, Уиндеме Льюисе, Стивене Спендере, Айзеке Розенберге, Тудоре Аргези, Максе Блехере, Бруно Шульце, Льве Шестове, Марине Цветаевой, Альберто Савинио, Антонен Арто, Реймоне Русселе, Бенжамене Фондане, Ионеско, Марселе Марсо, Ф.Гарсиа Лорке, Рафаэле Альберти, Мигеле Торге, Фюссли, Дега, Пюви де Шаванне, Жорже Браке, Максе Эрнсте, Ман Рэе, Марке Шагале, Алексее Явленском, Джордже Гросе, Михаиле Кикоине, Жане Фотрье, Ники де Сен-Фалль, Мане-Каце, Лионеле Фейнингере, Вифредо Ламе, Моисее Кислинге, Жаке Липшице, Бернаре Бюффе, Сергее Шаршуне, Фриденсрайхе Хундертвассере.
Среди его бесчисленных корреспондентов, помимо множества организаций по всему миру, были Давид Албахари, Стефан Андрес, Анна Балакян, Джорджо Бассани, Сильвия Бич, Ханс Беллмер, Готфрид Бенн, Эрик Бентли, Исайя Берлин, Джон Бетчеман, Франсуа Бонди, Ален Боске, Пол Боулз, Андре Бретон, Герман Брох, Карл Ван Вехтен, Клод Виже, Элио Витторини, Иларие Воронка, Ханс-Георг Гадамер, Гастон Галлимар, Дэвид Гаскойн, Ежи Гедройц, Аллен Гинзберг, Хуан Гойтисоло, Жюльен Грак, Роберт Грейвз, Клемент Гринберг, Пол Гудмен, Сальвадор Дали, Робер Деснос, Луис Зукофски, Поль Зюмтор, Ивар Иваск, Кристофер Ишервуд, Герман Казак, Эрнст Канторович, Роже Каюа, Сальваторе Квазимодо, Ремон Кено, Эми Клампитт, Андрей Кодреску, Оскар Кокошка, Жан Кокто, Айви Комптон-Бернетт, Сирил Конноли, Аарон Копланд, Грегори Корсо, Эрнст Роберт Курциус, Стэнли Кьюниц, Эльза Ласкер-Шюлер, Джеймс Лафлин, Арчибальд Мак-Лиш, Эдуард Лимонов, Луис Макнис, Клаус и Эрика Манн, Раиса и Жак Маритен, Джон Мидлтон Марри, Генри Миллер, Чеслав Милош, Патрик Модиано, Адриенна Монье, Джорджо Моранди, Клод Мориак, Андре Моруа, Генри Мур, Морис Надо, Говард Немеров, Анаис Нин, Уистен Хью Оден, Амеде Озанфан, Ричард Олдингтон, Джордж Оппен, Жорж Орик, Пол Остер, Сандро Пенна, Пабло Пикассо, Ренато Поджоли, Владимир Познер, Алексис Раннит, Кеннет Рексрот, Нед Рорем, Дени де Ружмон, Эрнесто Сабато, Камило Хосе Села, Ники де Сен-Фалль, Витторио Серени, Стивен Спендер, Борис Суварин, Ален Таннер, Вирджил Томсон, Мигел Торга, Лайонел Триллинг, Торнтон Уайлдер, Эдмунд Уилсон, Г. Д. Уэллс, Джон Фелстинер, Мулуд Фераун, Леонор Фини, Бенжамен Фондан, Чарлз Генри Форд, Ирвин Хау, Рауль Хаусманн, Барбара Хепуорт, Осип Цадкин, Стефан Цвейг, Пауль Целан, Юзеф Чапский, Павел Челищев, Чоран, Марк Шагал, Карл Шапиро, Рене Шар, Арнольд Шёнберг, Вольфдитрих Шнурре, Манес Шпербер, Умберто Эко, Т. С. Элиот, Кеннет Энгер, Ханс Магнус Энценсбергер, Макс Эрнст, Рене Этьембль, Эрнст Юнгер, Маргерит Юрсенар.

## Книги
- Poems for F. Paris: Éditions du Sagittaire, 1935
- Prison within prison, three elegies on Hebrew themes. Prairie City: The Press of James A. Decker, 1941 (нем. пер. 1950)
- Oscar Wilde. Norfolk: New Directions Books, 1947 (переизд. 1989; нем. пер. 1974)
- Poems: 1928—1948. New York: J. Laughlin, 1949
- Dialogue ueber Kunst. Wiesbaden: Insel-Verlag, 1960 (переизд. 1973)
- Dialogues on art. New York: Horizon Press, 1961
- De l’homosexualité. Paris: Sedimo, 1962
- Propos sur l’art. Paris: Sedimo, 1967 (переизд. 1987)
- New hieroglyphic tales: prose poems. San Francisco: Kayak Books, 1968
- Habacuc. Paris: S.M.T., 1972
- Magellan of the Pacific. New York: McGraw-Hill Book Co., 1972 (итал. изд. 1977, порт. изд. 1989)
- Emperor of midnight. Los Angeles: Black Sparrow Press, 1974
- The disorderly poet & other essays. Santa Barbara: Capra Press, 1975
- The delights of Turkey: twenty tales. New York: New Directions Pub. Corp., 1977
- Meetings with Conrad. Los Angeles: Press of the Pegacycle Lady, 1977
- In a lost world. Santa Barbara: Black Sparrow Press, 1978
- The temptations of a saint. Rancho Santa Fe: Ettan Press, 1980
- Fabeltier. Paris: s.n., 1981
- Thrice chosen. Santa Barbara: Black Sparrow Press, 1981
- Etre un autre: poèmes. Lisbonne: António Inverno, 1982
- New old & new testaments. New York: Red Ozier Press, 1983
- More dialogues on art. Santa Barbara: Ross-Erikson, 1984
- Aphorisms: life with god the father, or a peck of perplexities to confuse the cocksure. Berkeley: s.n., 1986
- Orphic love. New York: Hydra Group, 1986
- Dialogues: conversations with European artists at mid-century. San Francisco: Bedford Arts, 1989
- The Journal of an Apprentice Cabbalist. Newcastle upon Tyne: Cloud, 1991
- Choose your own world. Santa Maria: Asylum Arts, 1992
- Miro, Ernst, Chagall: propos sur l’art. Paris: Hermann Editions, 2006

## Публикации на русском языке
- Проза Родити в переводе Василия Кондратьева
- Три миниатюры Родити в переводе Василия Кондратьева
- Миниатюры Родити в переводе Семена Самарина
- Диалоги об искусстве: Марк Шагал